# Антон II (Лотарингия)
Антон II, наричан също Антон Добрия (на френски: Antoine de Lorraine, dit le Bon, на немски: Anton II von Lothringen, Anton der Gute; * 4 юни 1489, Бар-льо-Дук; † 14 юни 1544, Бар-льо-Дук) е херцог на Лотарингия и Херцогство Бар от 1509 до 1544 г.

## Живот
Той е най-възрастният син на херцог Ренé II (1451 – 1508) и втората му съпруга Филипа от Хелдерн (1467 – 1547).
През 1509 г. Антон II наследява баща си на лотарингския трон. Той е противник на Лутеранското движение. През Селската война побеждава през 1525 г. въстаналите елзаски селяни при Саверн. През 1530 г. той се сближава с Карл V, който през 1542 г., чрез договора от Нюрнберг от 26 август 1542 г., му дава голяма самостоятелност, която води до откъсване на Лотарингия от империята.

## Фамилия
Антон II Добрия се жени за Ренé дьо Бурбон-Монпенсие (1494 – 1539), дъщеря на граф Жилбер Бурбон-Монпансие. Те имат три деца:
- Франц I (1517 – 1545), херцог на Меркьор, херцог на Лотарингия-Бар, 363 дни от 1544 до 1545 г., женен от 1541 г. за Христина Датска (1521 – 1590)
- Анне (* 1522, † 1568), ∞ I 1540 г. за Ренатус от Насау, княз на Оранж (1519 – 1544); ∞ II 1548 г. за Филип II дьо Круа, херцог на Круа-Аршот (1496 – 1549)
- Никола (1524 – 1577), епископ на Мец и Вердюн, от 1569 г. херцог на Меркьор, ко-регент (1545/1552), регент (1552 – 1559) на Лотарингия

∞ 1) 1549 Маргерите, дъщеря на граф Жан III от Егмон
∞ 2) 1555 Жана, дъщеря на Филип дьо Савоа-Немур, херцог на Немур
∞ 3) 1569 Катерине, дъщеря на Клод Лотарингски, херцог на Омал